# Joachim Johansson
Joachim Johansson (født 1. juli 1982 i Lund, Sverige) er en tidligere svensk tennisspiller, der var professionel fra 2000 til 2008. Han vandt igennem sin karriere vundet 3 single- og 1 doubletitel, og hans højeste placering på ATP's verdensrangliste var en 9. plads, som han opnåede i februar 2005.

## Grand Slam
Johanssons bedste Grand Slam-resultat i singlerækkerne kom ved US Open i 2004. Her nåede han overraskende helt frem til semifinalerne, efter i kvartfinalen at have besejret den regerende mester, amerikaneren Andy Roddick. I semifinalen tabte han dog til Lleyton Hewitt fra Australien.